# Pudagla
Pudagla település Németországban, Mecklenburg-Elő-Pomeránia tartományban. Lakosainak száma 491 fő (2023. december 31.).

## Népesség
A település népességének változása:
| Lakosok száma | 444  | 444  | 446  | 472  | 492  | 482  | 491  | 480  | 491  |
|               | 2006 | 2009 | 2013 | 2016 | 2017 | 2019 | 2021 | 2022 | 2023 |